# Aki másnak vermet ás, maga esik bele
Az Aki másnak vermet ás, maga esik bele egy magyar nyelvű közmondás, amely értelmezése szerint azt jelenti, hogy aki másnak rosszat akar, az maga jár pórul. A műfaji meghatározása szerint a közmondások csoportjába tartozó mondat nyelvváltozati besorolása alapján köznyelvinek számít. Előfordulási gyakoriságának szempontjából gyakorinak számít. A közmondás általában figyelmeztetésként, valamint figyelemfelhívásként hangzik el, ezen kívül szembesít az esetleges következményekkel is. O. Nagy Gábor Magyar szólások és közmondások címet viselő szótára szerint a közmondás értelmezése: „aki másnak akar bajt szerezni, ezzel gyakran épp magát keveri bajba”.

## Története és előfordulásai
A mondás bibliai eredetű, az Ószövetségi Prédikátor könyvében olvasható, hogy „Aki vermet ás, beleesik abba, és aki lerontja a kőkerítést, azt megmarja a kígyó.”
A napjainkban is igen elterjedt mondás minden bizonnyal a legkorábbi magyar közmondások közé sorolható, ugyanis már Baranyai Decsi János (1560–1601) 1598-ban megjelent Adagiorvm Graeco Latino Vngaricorvm Chiliades quinque, ex. Des. Erasmo, Hadriano Iunio, Ioanne Alexandro, Cognato Gilberto … excerptae címet viselő bártfai kiadású művében is előfordul, amely a legelső magyar nyelvű szólásokat és közmondásokat tartalmazó gyűjtemény. A kiadványban a mondás a „Másnak áss vermet, s őmaga esik belé” formájában található meg. Kis Viczay Péter 1713-ban szintén Bártfán megjelentetett Selectiora adagia Latino-Hungarica in Gratia & Usum Scholasticae Juventutis Collecta et in Alphabeti Seriem concinnata című szótárában a közmondás három alakban is előfordul. Ez a kiadvány a „Másnak vermet ásván magunk esénk belé”, a „Ki vermet ás másnak maga esik belé”, valamint a „Ki vermet ás maga esik belé” változatok találhatóak meg. Kovács Pálnak Magyar példa, és Köz Mondási című 1794-ben Győrben megjelentetett művében is megtalálható, ez a munka a közmondásnak az „A’ ki másnak vermet ás, maga esik belé” alakját tartalmazza.
Dugonics András (1740–1818) piarista szerzetes és író Magyar Példa Beszédek és Jeles Mondások címet viselő gyűjteményében is közli ezt a közmondást, A’ ki másnak vermet ás, maga esik belé formában. A mondat a munka első kötetében lelhető fel, a huszadik szakban, az Illendőknél. A közmondáshoz Dugonics jegyzetként egy rövid történetet is mellékelt, amely hozzá kapcsolódik. A jegyzetben a szerző ezt írja: „Ezt tapasztalta a’ szerencsétlen róka, mely hogy a’ madár husbúl egyszer édesdeden ehessék, magára úgy csalta a’ madarakat, hogy magát egészszen sárba keverte, szemeit is bé hunván, mint a’ dögöt a’ térre el terítette. Meg szaglotta azomban őtet a’ Júhász kutya, reá toppant, el is szaggatta”. A közmondás Erdélyi János Magyar közmondások könyve cím alatt megjelent munkájában is fellelhető. Az 1851-ben Pesten kiadott műben a mondat „Ki másnak vermet ás, maga esik belé” formája szerepel.